# Lipy (województwo pomorskie)
Lipy (kaszb. Lipë) – wieś kociewska w Polsce, położona w województwie pomorskim, w powiecie kościerskim, w gminie Stara Kiszewa, na północnym obrzeżu Borów Tucholskich.
| SIMC    | Nazwa  | Rodzaj    |
| ------- | ------ | --------- |
| 0172994 | Zomrze | część wsi |

W latach 1975–1998 wieś administracyjnie należała do województwa gdańskiego.